# Лапук, Бернард Борисович
Бернард Борисович Лапук (21 декабря 1911, Сморгонь, Ошмянский уезд, Виленская губерния, Российская империя — 15 апреля 1971, Москва) — учёный, внёсший значительный вклад в создание теории разработки газовых и газоконденсатных месторождений, развитие нефтегазовой подземной гидромеханики.

## Даты жизни и трудовой деятельности
- 21 декабря 1911 — Родился Бернард Борисович Лапук
- 1918 — Поступил в школу
- 1928 — Окончил школу 2-й ступени (девятилетку) в Москве
- 1928—1930 — Работа на фабрике Красный суконщик в качестве присучальщика
- 1925 — Вступил в ряды ВЛКСМ
- 1930 — Поступил в Московский нефтяной институт
- 1931 — Вступил в ряды ВКП(б)
- 1935 — Окончил Московский нефтяной институт по специальности горного инженера по нефтяному делу
- 1935 — Зачислен инженером в лабораторию подземной газификации нефтяных пластов института горючих ископаемых АН СССР
- 1937 — Поступил в аспирантуру Московского нефтяного института
- 1940 — Защитил диссертацию на соискание ученой степени кандидата технических наук, посвященную термодинамическим процессам при движении нефти и газа в пористой среде
- 1940—1941 — Работа доцентом на кафедре теоретической механики и гидравлики
- 22 июня 1941 — Служба в рядах РККА. Фронт. Помощник командира и командир бронепоезда
- 1943 сентябрь — Отозван из РККА и направлен на работу в Наркомат нефтяной промышленности, а затем в Московский нефтяной институт
- 1943 — Приступил к работе в качестве доцента кафедры общей и подземной гидравлики. Поступил в докторантуру Института механики АН СССР
- 24 июня 1946 — Защитил диссертацию на соискание ученой степени доктора технических наук на тему: «Газодинамические основы разработки месторождения природных газов»
- 1948 — Выход монографии «Теоретические основы разработки месторождений природных газов»
- 1948 январь — Присвоено ученое звание доктора технических наук и утвержден в должности профессора кафедры
- 1947—1952 — Возглавлял спец лабораторию по использованию достижений ядерной физики в нефтедобывающей промышленности
- 1948—1959 — Профессор кафедры общей и подземной гидравлики
- 1959—1971 — Профессор кафедры разработки и эксплуатации газовых и газоконденсатных месторождений
- 15 апреля 1971 — Умер. Похоронен на Новодевичьем кладбище в г. Москве

## Учёные степени и звания
- Доктор технических наук (1948)
- Профессор (1948)